# Maui-moanalo
Maui-moanalo (Thambetochen chauliodous) är en förhistorsk utdöd flygoförmögen fågelart i familjen änder som tidigare förekom i Hawaiiöarna.

## Upptäckt och tidigare förekomst
Släktet och arten beskrevs 1976 från subfossila lämningar insamlade i Moomomi Dunes på ön Molokai. Lämningar har också funnits vid Ilio Point på Molokai samt på Haleakalās sydsluttning på närbelägna ön Maui. Molokai och Maui är rester av den mycket större förhistoriska ön Maui Nui, därav namnet. Arten delade utbredningen med en annan moanaloand, smalnäbbad moanalo. Baserat på var lämningar hittats verkar det som att den senare var begränsad till högt belägna områden över 1100 meter över havet, medan maui-moanalon ockuperade låglänta områden. Den var större än sin närmaste släkting oahu-moanalon.

## Utseende och levnadssätt
Moanalor är udda utdöda andfåglar endast kända från subfossila lämningar, ytligt sätt lika gäss men med specialiserade anpassningar till olika sorters föda, vilket påverkat deras utseende till att bli mycket avvikande. Olson & James (1991) ansåg dem så annorlunda från andra andfåglar att de myntade det nyskapade hawaiianska namnet moa-nalo för gruppen, "förlorade fjäderfä". Senare studier har visat att de trots det avvikande utseendet evolutionärt utvecklats från simänder i bland annat Anas och är alltså relativt närbesläktade med till exempel gräsanden. Maui-moanalon hade mycket stora lameller i näbben som stack ut som tandliknande utskott, mycket kraftiga ben och proportionellt små vingar som gjorde den flygoförmögen. Efter analys av fossilerad spillning har det föreslagits att arten var specialiserad i att fermentera växtfibrer i tarmen.

## Utdöende
Eftersom mauinui-moanalon var flygoförmögen var den förmodligen ett lätt byte för polynesiska jägare när de anlände till ön. Ägg och ungar utsattes också för den invasiva polynesiska råttan.